# El fill de l'home

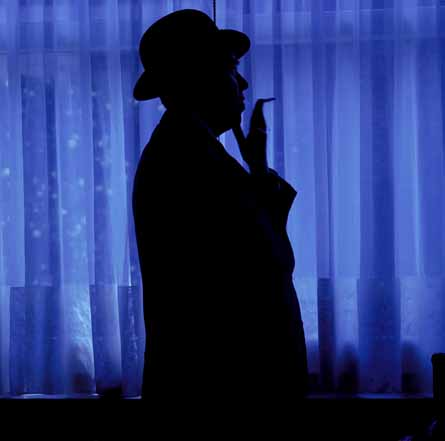
Fotografia de René Magritte realitzada per Lothar Wolleh.

El fill de l’home (en francès: Le Fils de l'homme) és una pintura del 1964 de l'artista surrealista René Magritte, i és una de les seves obres d'art més conegudes.
Magritte la va pintar com un autoretrat. El quadre consisteix en un home amb un abric i un barret fort situat davant d'una paret baixa, més enllà de la qual hi ha el mar i un cel ennuvolat. El rostre de l'home queda en gran part enfosquit per una poma verda levitant. Tanmateix, es poden veure els ulls de l’home mirant pel costat de la poma. Una altra característica subtil és que el braç esquerre de l'home sembla doblegar-se cap enrere del colze. Sobre la pintura, Magritte va explicar:
| « | Almenys amaga la cara més o menys bé, de manera que teniu la cara aparent, la poma, que amaga la cara de la persona. És una cosa que passa constantment. Tot el que veiem amaga una altra cosa, sempre volem veure què amaga el que veiem. Hi ha interès per allò que s'amaga i que el visible no ens mostra. Aquest interès pot adoptar la forma d'un sentiment força intens, una mena de conflicte, es podria dir, entre el visible que s'amaga i el visible que hi és present. | » |

## Pintures similars
El fill de l’home s'assembla molt dues pintures de Magritte: La gran guerra (La grande guerre, 1964) és una variació de El fill de l’home que representa només la part superior del tors i el cap, amb la poma que amaga completament la cara. El gust de l’invisible (Le Gout de l’invisible) és un quadre de guaix sobre el mateix tema.
Un altre quadre del mateix any, anomenat La gran guerra a les façanes (La Grande Guerre Façades, 1964), presenta una persona que es troba davant d'una paret amb vistes al mar (com a El fill de l’home), però és una dona que sosté un paraigua amb la cara coberta de flors. També hi ha Man in the Bowler Hat, un quadre similar en què la cara d’un home queda tapada per un ocell blanc.

## A la cultura popular
El 1970, Norman Rockwell va crear un homenatge lúdic a El fill de l'home en una pintura a l'oli titulada Mr. Apple en què el cap d'un home és substituït, en lloc d'ocultat, per una poma vermella.
La pintura té un paper important en la versió de 1999 de El secret de Thomas Crown. Hi apareix diverses vegades, primer quan Crown i Catherine Banning estan passejant pel museu i ella bromeja amb el retrat, així com en les últimes escenes del robatori quan diversos homes amb barrets forts i gavardines porten maletins pel museu per dissimular els moviments de Crown i confondre l'equip de seguretat.
La poma verda va ser un motiu continu en l’obra de Magritte. El seu ús en el quadre Le Jeu De Morre de 1966, propietat de Paul McCartney, va inspirar a The Beatles a titular la seva companyia discogràfica Apple Corps i, posteriorment, Steve Jobs va anomenar la seva empresa Apple Computer.
La pel·lícula Stranger than Fiction del 2006 fa diverses referències a aquesta obra d'art. El protagonista, Harold Crick, apareix sovint amb una poma a la boca mentre corre per agafar l'autobús i, quan parla amb el psiquiatre de la companyia, apareix davant d'una paret pintada per semblar el cel.